# Courdemanche (Eure)
Courdemanche é uma comuna francesa na região administrativa da Normandia, no departamento de Eure. Estende-se por uma área de 9,06 km². Em 2010 a comuna tinha 612 habitantes (densidade: 67,5 hab./km²).